# 周筆暢
周 筆暢（しゅう ひつちょう、ジョウ・ビーチャン、Zhou Bichang、1985年7月26日 - ）は、中国大陸（中華人民共和国）出身の女性歌手。生まれは中国の湖南省長沙。身長164cm、血液型はA。 両親の仕事の都合で、小学校・中学校時代は長沙と深圳をそれぞれ転々とした。2003年、大学入試で681点という成績を収め、広州市の星海音楽学院に入学、2007年に卒業した。 2005年には湖南衛星放送の「超級女声」に出場し、音楽の解釈力の高さ、独特の特徴をもった歌唱スタイル、さらにはR&Bの曲までこなす引き出しの多さから、視聴者の注目を集める。広州地区予選は一位で通過し、全国大会に進出。2005年度の準優勝に輝いた。
2006年3月18日、レコード会社「楽林文化」と契約、正式に音楽界に進出し、 まもなく『周筆暢 1st EP』とアルバム『誰動了我的琴弦』を相次いで発表。2006年にはさらに映画『春田花花同学会』と『第601個電話』で主役を演じた。2007年3月26日、ロサンゼルスのMusicians Instituteに14週間短期留学。專攻はR&Bの歌唱やピアノ作曲法、副専攻はロックの歌唱であった。 帰国後数か月の準備期間を経て、2007年12月18日にセカンドアルバム『NOW』とサードアルバム『WOW』を同時リリースする。『NOW』では自身の得意とするR&B路線を踏襲しているが、『WOW』ではロックやダンス、カントリーなどさまざまなスタイルを試み、留学の成果を示しているといえる。

## ディスコグラフィー

### アルバム・EP（ミニアルバム）
| タイトル                                                | 収録曲 |
| ------------------------------------------------------- | --- |
| ファーストEP 『周筆暢 1st EP』 2006年6月1日             | 1. 只剩我一个 2. 呃…… 3. 不痛 4. 天鵝                                                                                           |
| ファーストフルアルバム 『誰動了我的琴弦』 2006年8月12日 | 1. 号码 2. 別爱我，像爱个朋友 3. 喂！喂！ 4. 谁动了我的琴弦 5. 那个那个 6. 毒蘑菇 7. Silence 8. 风筝 9. 无人岛 10. 戴眼镜的女孩 |
| セカンドアルバム 『NOW』 2007年12月18日                 | 1. 浏阳河2008 2. 一周年 3. 阿凤 4. 相信爱情 5. 天使之城 6. 那个我对我说 7. 彼此 8. 你好吗 9. 爱好难 10. 未来就是現在            |
| サードアルバム 『WOW』 2007年12月18日                   | 1. WOW 2. 全年无休 3. 反复 4. 为了认识你 5. 沙漠也找到巴黎 6. 傻瓜的天才 7. 猫的冒险 8. 怎样 9. Oh Yes!! 10. 汗                 |

### その他の担当曲
| 発表年月   | 資料 |
| ---------- | --- |
| 2002年3月  | 『多么的想你』 - 初のオリジナル曲。深圳「傲旗音楽」の制作・発表によるもの。                                                               |
| 2005年8月  | 『笔记』 - コンピレーションアルバム『超級女声終極PK』                                                                                     |
| 2005年10月 | 『一喝就紅』 - 太太血楽口服液のCMソング                                                                                                   |
| 2006年1月  | 『曾经跟你做同学』『甩甩甩』 - 映画『春田花花同学会』挿入歌                                                                               |
| 2006年7月  | 『解脱』 - ニッキー・リーの曲をカバーしたもの。                                                                                           |
| 2006年8月  | 『号码』映画版 - 映画『第601個電話』主題歌                                                                                                |
| 2006年10月 | 『让我们一起超越』 - 2006年スペシャルオリンピックス上海国際招待試合開幕式のテーマ曲                                                       |
| 2006年11月 | 『娃娃』 - Music Radio音楽之声「学校に行きたい」チャリティー活動テーマ曲                                                                  |
| 2006年12月 | 『未来就是現在』 作詞：フランシス・リー 作曲：周筆暢 - 第四回北京オリンピック応援ソング投票・候補曲                                       |
| 2007年5月  | 『梦想在望』 作詞：林夕 作曲：梁翹柏 - 第四回北京オリンピック応援ソング投票・候補曲                                                       |
| 2007年8月  | 『We Are Ready』 作詞：陳少琪 作曲：金培達 - 北京オリンピック1年前カウントダウンテーマ曲。中国・台湾・香港などの歌手133人による共同歌唱。 |
| 2007年9月  | 『浏阳河2008』 作詞：フランシス・リー 作曲：朱敬然 - 民謡とR&Bのコラボレーション、李谷一も歌でサポートしている。                          |
| 2007年10月 | 『你好吗』 - ニッキー・リーと合作のデュエット曲。リーのアルバム『想太多』に収録。                                                         |
| 2008年4月  | 『生命之光』 作詞：陳少琪 作曲：金培達 - 第四回北京オリンピック応援ソング投票・候補曲                                                     |

## ライブ出演
- 2008年 北京オリンピック歓迎ソング『北京歓迎你』の収録に參加。

## 映画作品
|   | 資料 |
| - | --- |
| 1 | - タイトル：『春田花花同學會』 - 上映日: 2006年1月26日 - 役：おとなしいOL                                           |
| 2 | - タイトル：『第601個電話』 - 上映日: 2006年8月18日 - 役：易淑（イー・シュー）                                      |
| 3 | - タイトル：『誰動了我的琴弦』（ミュージックフィルム） - 上映開始: 2006年10月9日 - 役：筆筆（周筆暢のニックネーム） |

## 受賞記録など
| 年月日         | 詳細 |
| -------------- | --- |
| 2005年12月25日 | 2005香港の新城勁爆頒獎禮 - 新城全国ヒットアワーズ人気歌手グランプリ |
| 2005年12月29日 | 2005大学生・年度人物投票 - 年度神話人物 |
| 2006年1月11日  | 第12回全世界中国語音楽ベストランキング - ヤフー検索件数・年度最多曲賞：『筆記』（簡體字：笔记） |
| 2006年1月20日  | 2005“鵬城歌飛揚•深圳オリジナル曲投票” - 2005年度「最も歌われた歌」賞 - 年度ベスト10ソング：『多么的想你』 |
| 2006年2月19日  | 2005年度「広東十大ニュース人物」 |
| 2006年3月11日  | 2005年度広東9+2ミュージックパイオニアランキングアワード - ミュージックパイオニア・大陸地域新人賞 |
| 2006年3月25日  | 第13回上海東方風雲ランキング - 風雲人気賞 - 10ベストソングス：『笔记』 |
| 2006年4月2日   | 第6回ペプシ音楽風雲ランキング - 大陸地域・最も人気のある女性歌手賞 |
| 2006年8月6日   | 2006香港新城國語力アワード（標準中国語曲のアワード） - 新城國語力女性歌手 - 新城國語力・全国で最も人気の女性歌手 - 新城國語力ホットカラオケ曲：『笔记』                                                                                         |
| 2006年10月28日 | 第6回全世界中国語曲ランキング - 最も人気のある女性新人賞 - マルチタレント賞 - 広東地区傑出歌手賞 |
| 2006年12月8日  | 2006ネットエンターテイメント盛典 - 大陸地域・最も人気の歌手賞 - 最優秀ミュージックフィルム賞：『谁动了我的琴弦』 |
| 2006年12月15日 | 2006年度広東9+2ミュージックパイオニアランキングアワード - 大陸地域・最も人気のパイオニア女性歌手賞 - 最優秀アルバム賞：『谁动了我的琴弦』 - 大陸地域・パイオニア曲ベスト10：『号码』                                                            |
| 2006年12月16日 | 2006天地英雄キャンパス群英会 - 「同じ教室の君」大学生に最も人気の女性歌手賞 |
| 2006年12月17日 | 2006年度香港TVB8ゴールドディスク大賞 - 最優秀女性新人賞・金賞 - 大陸地域視聴者に最も人気の女性歌手賞 - ゴールドディスク大賞・金賞：『只剩我一个』                                                                                               |
| 2007年1月14日  | 第1回M.Music携帯音楽アワード - 今年度最も売れた大陸地域女性歌手 - 携帯音楽・年度貢献賞 - 今年度最も売れた大陸地域ビデオ・ゴールドディスク大賞：『号码』                                                                                         |
| 2007年1月25日  | 第13回全世界中国語音楽ベストランキング - 大陸地域最優秀新人賞 |
| 2007年1月27日  | 第29回香港中国語ゴールドディスク大賞ベスト10アワード - 全国・最も人気のある女性歌手ベスト5 |
| 2007年1月29日  | 香港SINA Music音楽界民意指数アワード - （全国）一番好きな女性歌手賞 |
| 2007年3月11日  | 第1回「新娯楽」スターチャリティーイベント - 最も熱心で輝くスター |
| 2007年3月25日  | 第14回上海東方風雲ランキング - 今年度傑出表現賞 - 10ベストソングス：『号码』 |
| 2007年10月7日  | 第7回全世界中国語曲ランキング - マルチタレント賞 - 広東地区傑出歌手賞 - 最も人気のある女性歌手ベスト5 - 最も人気のある曲ベスト20：『未来就是現在』                                                                                              |
| 2008年1月17日  | 2007新浪インターネット盛典 - 新浪ミュージックボックス・最も人気の歌手 |
| 2008年3月11日  | 広東9+2ミュージックパイオニアランキングアワード2008 - 大陸地域パイオニア曲ベスト10：『浏阳河2008』 - 大陸地域最も人気のあるパイオニア歌手（女性歌手） - ネット上で最も人気のパイオニア歌手（女性歌手） - 9+2ラジオ総合ベストアルバム賞：『NOW』 |